# Ministère de l'Alimentation et de l'Agriculture du Reich
Le ministère de l'Alimentation et de l'Agriculture du Reich (Reichsministerium für Ernährung und Landwirtschaft) était un ministère du Reich allemand créé en 1919, et qui dure sous le régime nazi jusqu'en 1945. Son siège se trouvait au no 72 Wilhelmstraße, à Berlin, dans le prolongement des bâtiments du ministère des Affaires étrangères du Reich (no 74) et face au palais présidentiel (de) (no 73).

## Organisation

### Ministres
| Nom                   | Début             | Fin              | Parti        | Cabinet                                  |
| --------------------- | ----------------- | ---------------- | ------------ | ---------------------------------------- |
| Robert Schmidt        | 13 février 1919   | 26 mars 1920     | SPD          | Scheidemann, Bauer                       |
| Andreas Hermes        | 27 mars 1920      | 10 mars 1922     | Zentrum      | Müller I, Fehrenbach, Wirth I, Wirth II  |
| Anton Fehr            | 31 mars 1922      | 21 novembre 1922 | BBB (de)     | Wirth II                                 |
| Karl Müller           | 22 novembre 1922  | 25 novembre 1922 | Zentrum      | Cuno                                     |
| Hans Luther           | 1er décembre 1922 | 4 octobre 1923   | Indépendant  | Cuno, Stresemann I                       |
| Gerhard von Kanitz    | 6 octobre 1923    | 5 décembre 1925  | Indépendant  | Stresemann II, Marx I, Marx II, Luther I |
| Heinrich Haslinde     | 20 janvier 1926   | 17 décembre 1926 | Zentrum      | Luther II, Marx III                      |
| Martin Schiele        | 28 janvier 1927   | 12 juin 1928     | DNVP         | Marx IV                                  |
| Hermann Dietrich      | 28 juin 1928      | 27 mars 1930     | DDP          | Müller II                                |
| Martin Schiele        | 30. mars 1930     | 30 mai 1932      | DNVP / CNBL1 | Brüning I, Brüning II                    |
| Magnus von Braun      | 1er juin 1932     | 28 janvier 1933  | DNVP         | Papen, Schleicher                        |
| Alfred Hugenberg      | 30 janvier 1933   | 29 juin 1933     | DNVP         | Hitler                                   |
| Richard Walther Darré | 30 juin 1933      | 23 mai 1942      | NSDAP        | Hitler                                   |
| Herbert Backe         | 23 mai 1942       | 23 mai 1945      | NSDAP        | Hitler, Goebbels, Schwerin von Kosigk    |

### Secrétaires d'État
| Nom                       | Début | Fin  | Parti       |
| ------------------------- | ----- | ---- | ----------- |
| Ludwig Huber (de)         | 1920  | 1922 | Indépendant |
| Carl Heinrici (de)        | 1922  | 1923 | Indépendant |
| Fred Hagedorn (de)        | 1923  | 1926 | Indépendant |
| Erich Hoffmann (de)       | 1926  | 1929 | Indépendant |
| Hermann Heukamp (de)      | 1929  | 1932 | Indépendant |
| Fritz Mussehl             | 1932  | 1933 | Indépendant |
| Hansjoachim von Rohr (de) | 1933  | 1933 | DNVP        |
| Herbert Backe             | 1933  | ?    | NSDAP       |
| Werner Willikens          | 1934  | ?    | NSDAP       |